# Slaget vid Kölleryd
Slaget vid Kölleryd var ett kort fältslag mellan svenska och danska trupper på Kölleryds hed i en långsträckt dal i Skällinge socken i Halland natten mellan den 21 och 22 februari 1612 under Kalmarkriget. I danska historiska arbeten kallas heden för Skällinge hed.
Slaget var en sammandrabbning mellan svenska trupper, under hertig Johan och Jesper Mattsson Krus, och den från sitt plundringståg i Västergötland återvändande danske kungen Kristian IV av Danmark. Dennes styrka, vid vilken hertig Georg av Braunschweig-Lüneburg och många medlemmar av Danmarks förnämsta släkter befann sig, blev slagen och flydde till Varberg. Bland de i striden fallna, vilka räknades till ett antal av 300 man, märktes den lärde danske adelsmannen Kristian Barnekow, efter vilken en sten i närheten (vid Frägnared) ännu kallas "Kristian Barnekows sten".